# Luzula australasica
Luzula australasica är en tågväxtart som beskrevs av Ernst Gottlieb von Steudel. Luzula australasica ingår i Frylesläktet som ingår i familjen tågväxter. Inga underarter finns listade i Catalogue of Life.